# Яковлев, Николай Феофанович
Никола́й Феофа́нович Я́ковлев (10 [22] мая 1892, Булгурино, область Войска Донского — 30 декабря 1974, Москва) — советский лингвист-кавказовед, специалист по теоретической и прикладной лингвистике, фонолог и социолингвист.
Активный участник языкового строительства и борьбы с безграмотностью в 1920—1930-е годы. Первым предложил определение фонемы как собственно лингвистической единицы (1923).

## Биография
Родился в дворянской казачьей семье в Булгурино области Войска Донского. Окончил 1-ю Московскую гимназию с золотой медалью, затем Московский университет (1916), ученик Ф. Ф. Фортунатова. Один из основателей и руководителей Московского лингвистического кружка.
В ноябре 1917 участвовал в захвате власти большевиками в Москве, вступил в РКП(б). Заведующий отделом печати Военно-революционного комитета в Москве, закрыл газету «Русские ведомости». В конце 1918 решил вернуться к научной деятельности, для чего ему пришлось сдать партбилет. Позже пытался вновь вступить в партию, но неудачно.
Во время Гражданской войны в России мать Яковлева Александру Константиновну крестьяне закопали живьём в землю. Брат Павел воевал на стороне белых и эвакуировался в Турцию.
С 1920 года по инициативе А. А. Шахматова ежегодно возглавлял экспедиции для изучения языков Северного Кавказа и Дагестана. В экспедициях принимал участие также Лев Иванович Жирков.
Председатель Технографической комиссии Всесоюзного центрального комитета нового алфавита (ВЦКНА), занимавшегося разработкой алфавитов для бесписьменных (или имеющих арабицу) языков СССР (принимал также участие в комиссии по латинизации русского письма). Разработал математическую формулу алфавита в соответствии с фонологической системой языка. Ему принадлежит известное определение создателей алфавитов (таких, как Вульфила, Месроп Маштоц, Кирилл и Мефодий) как «стихийных фонологов». Предложил диграфы и вспомогательные знаки для письменности кавказских языков (написания вида къ, кI). Автор работ по описанию языков Кавказа.
В 1930-е годы частично перешёл на позиции марризма.
Профессор Московского института востоковедения (1946), Военного института иностранных языков, доктор филологических наук (1947). Сотрудник Института языка и мышления (с 1936), в 1942—1950 заведующий сектором кавказских языков этого института.
После разгрома марризма Сталиным в 1950 году Яковлев был уволен со всех мест работы и заболел психически, прожив в таком состоянии больше 20 лет.
Внучка Н. Ф. Яковлева — писательница Людмила Петрушевская.

## Основные работы
Книги
- Таблицы фонетики кабардинского языка. М., 1923 (фонологическая часть перепечатана в журнале «Вопросы языкознания», 1983, № 6, с. 128—134);
- Ингуши, М. — Л., 1925;
- Материалы для кабардинского словаря, М., 1927;
- Краткая грамматика адыгейского (кяхского) языка для школы и самообразования. 1930 (в соавт. с Д. А. Ашхамафом);
- Языки и народы Кавказа. Краткий обзор и классификация. Тифлис, 1930;
- Краткая грамматика кабардино-черкесского языка. Ворошиловск, 1938;
- Синтаксис чеченского литературного языка, М. — Л., 1940;
- Грамматика адыгейского литературного языка. М.-Л., 1941 (совм. с Д. А. Ашхамафом);
- Как люди научились говорить. М., 1945 (совм. с В. К. Никольским; 2-е изд. 1949 под загл. «Как возникла человеческая речь»);
- Грамматика литературного кабардино-черкесского языка, М. — Л., 1948;
- Морфология чеченского языка. Грозный, 1960.

Статьи
- Математическая формула построения алфавита (опыт практического приложения лингвистической теории) // Культура и письменность Востока. Кн. I. — Баку, 1928. С. 41—64;
- За латинизацию русского алфавита // Культура и письменность Востока. Кн. VI. — Баку, 1930. С. 27—43;
- Историко-материалистическая лингвистика и грамматика // Русский язык в советской школе. — 1930. — № 1. — С. 26-33.
- Унификация алфавитов горских языков Северного Кавказа // Культура и письменность горских народов Северного Кавказа. — Владикавказ, 1930. С. 21-61;
- Аналитический или новый алфавит? // Культура и письменность Востока. Кн. Х. — Баку, 1931. С. 43-60.
- Итоги латинизации алфавитов в СССР // Революция и письменность. — 1932. — № 4-5. — С. 25-43.
- О развитии и очередных проблемах латинизации алфавитов // Революция и национальности. — 1936. — № 2. — С. 25—38.

## Награды
- орден Трудового Красного Знамени (10.06.1945)